# Bulbophyllum leytense
Bulbophyllum leytense är en orkidéart som beskrevs av Oakes Ames. Bulbophyllum leytense ingår i släktet Bulbophyllum och familjen orkidéer. Inga underarter finns listade i Catalogue of Life.